# Fritz Honka
Friedrich Paul „Fritz“ Honka, auch Fiete gerufen, Spitzname Fritze Bollmann, später in Peter Jensen umbenannt (* 31. Juli 1935 in Leipzig; † 19. Oktober 1998 in Hamburg-Langenhorn), war ein deutscher Serienmörder.

## Leben

### Leben und Werdegang
Fritz Honka wurde in der Leipziger Seeburgstraße als drittes von zehn Kindern des Zimmermanns Fritz Honka (Senior) und seiner als Reinigungskraft tätigen Frau Else Honka geboren; drei der Geschwister starben bei ihrer Geburt. Bei seiner Vernehmung sagte Honka über seine Jugend: „Mein Vater kam ins KZ. Auch ich kam ins Jugend-KZ. Von den Russen wurde ich befreit. Mein Vater auch. Mit Schule war später nicht mehr viel.“ Honka wuchs in Leipziger Kinderheimen auf. Sein Vater arbeitete als Heizer in der Stadt. Der Grund für die KZ-Haft des Vaters soll dessen Engagement für die in NS-Deutschland verbotene KPD gewesen sein. Der Vater starb 1946 an den Folgen exzessiven Alkoholkonsums und den Spätfolgen der Haft.
Die Mutter galt mit den vielen Kindern als überfordert. Zu Beginn der 1950er Jahre begann Honka eine Lehre als Maurer, die er jedoch wegen einer Allergie abbrechen musste. Honka floh 1951 aus der DDR in die Bundesrepublik und verdingte sich zunächst als Hilfsarbeiter auf Bauernhöfen in dem kleinen Dorf Brockhöfe in der Lüneburger Heide. Dort wurde er wegen seiner „properen Art“ Fritze Bollmann genannt, in Anlehnung an das Brandenburger Original Fritze Bollmann. Aus seiner Affäre mit einer Frau namens Margot ging der Sohn Heinrich hervor. Honka musste 3.000 DM Alimente zahlen und verließ das Heidedorf. 1956 kam er nach Hamburg und wurde bei den Howaldtswerken als Werftarbeiter angestellt. Nach einem schweren Verkehrsunfall auf einer Straße bei Barsbüttel behielt er durch eine zertrümmerte Nase und ausgeprägtes Schielen entstellte Gesichtszüge. 1957 heiratete er Inge, doch die Ehe zerbrach und wurde 1960 geschieden. Aus dieser Beziehung stammte sein Sohn Fritz. Nachbarn berichteten von gewalttätigen Szenen zwischen den Eheleuten in ihrer Wohnung im Wümmeweg in Hamburg-Neuwiedenthal. Erneut kamen er und Inge zusammen und heirateten, bis ihre Ehe 1967 zum zweiten Mal geschieden wurde.
1967 zog er aus Neuwiedenthal in die Zeißstraße Nr. 74 in Hamburg-Ottensen. 1972 lebte er dort für einige Zeit mit Irmgard Albrecht zusammen. Als er am 15. August 1972 Ruth Dufner zu gemeinsamem Sex mit ihm und Irmgard zwingen wollte, kam es beinahe zur Vergewaltigung. Dufner floh nackt aus Honkas Wohnung und zeigte ihn bei der Polizei an. Sie wurde danach im Krankenhaus behandelt. Honka, der zur Tatzeit mit 2,4 Promille alkoholisiert war, wurde erstmals erkennungsdienstlich registriert und am 4. April 1975 von einem Altonaer Schöffengericht zu einer Geldstrafe von 4.500 DM verurteilt. Eine Anklage wegen Vergewaltigung wurde fallengelassen. In den folgenden Jahren gelang es Honka aufgrund seiner Alkoholprobleme nicht, Beziehungen zu Frauen zu finden, Sexualkontakte suchte er bei Prostituierten, denen er meist in Kneipen im Umfeld der Reeperbahn begegnete.

### Mord und Totschläge

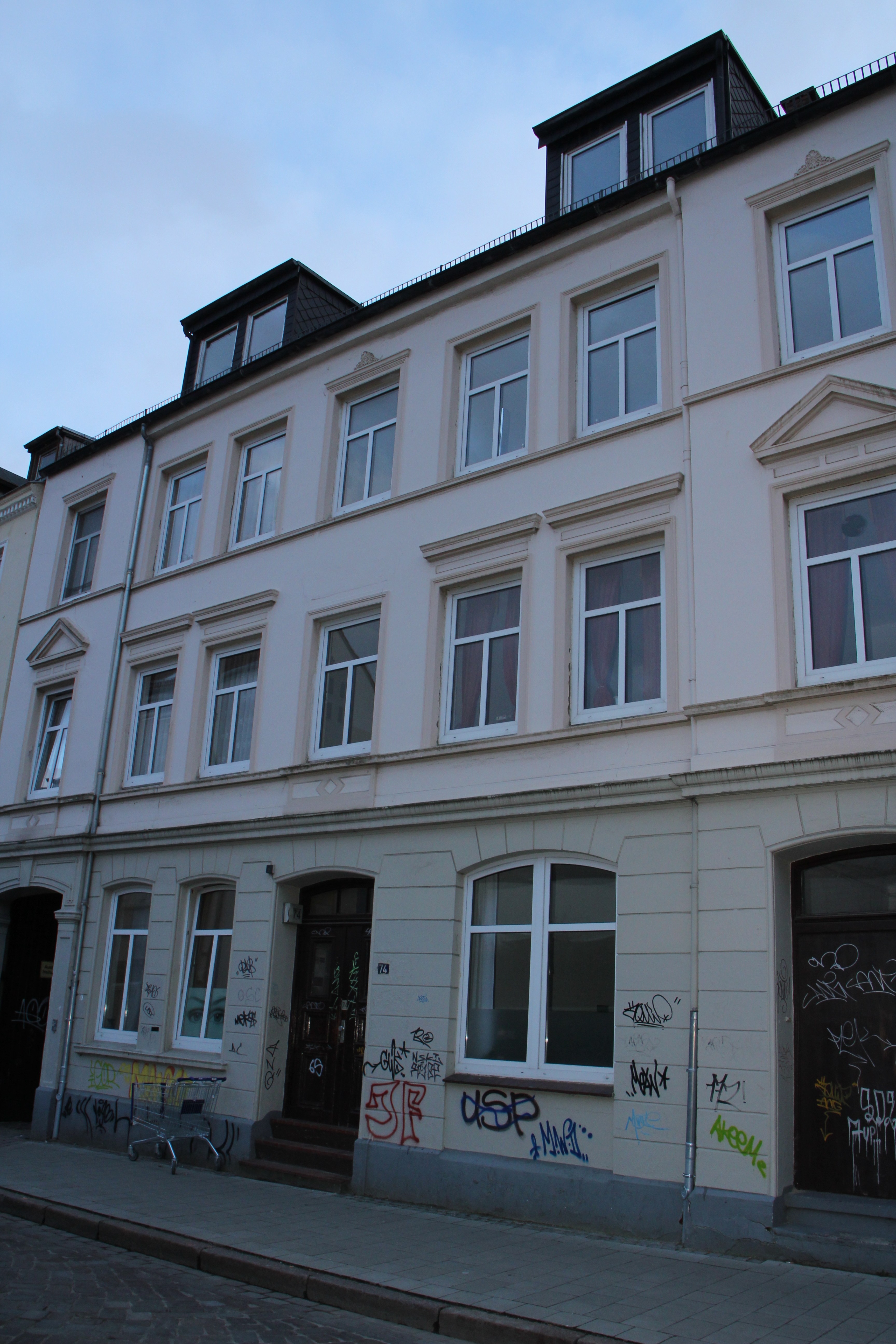
In diesem Wohnhaus in Hamburg lebte der Serienmörder Fritz Honka

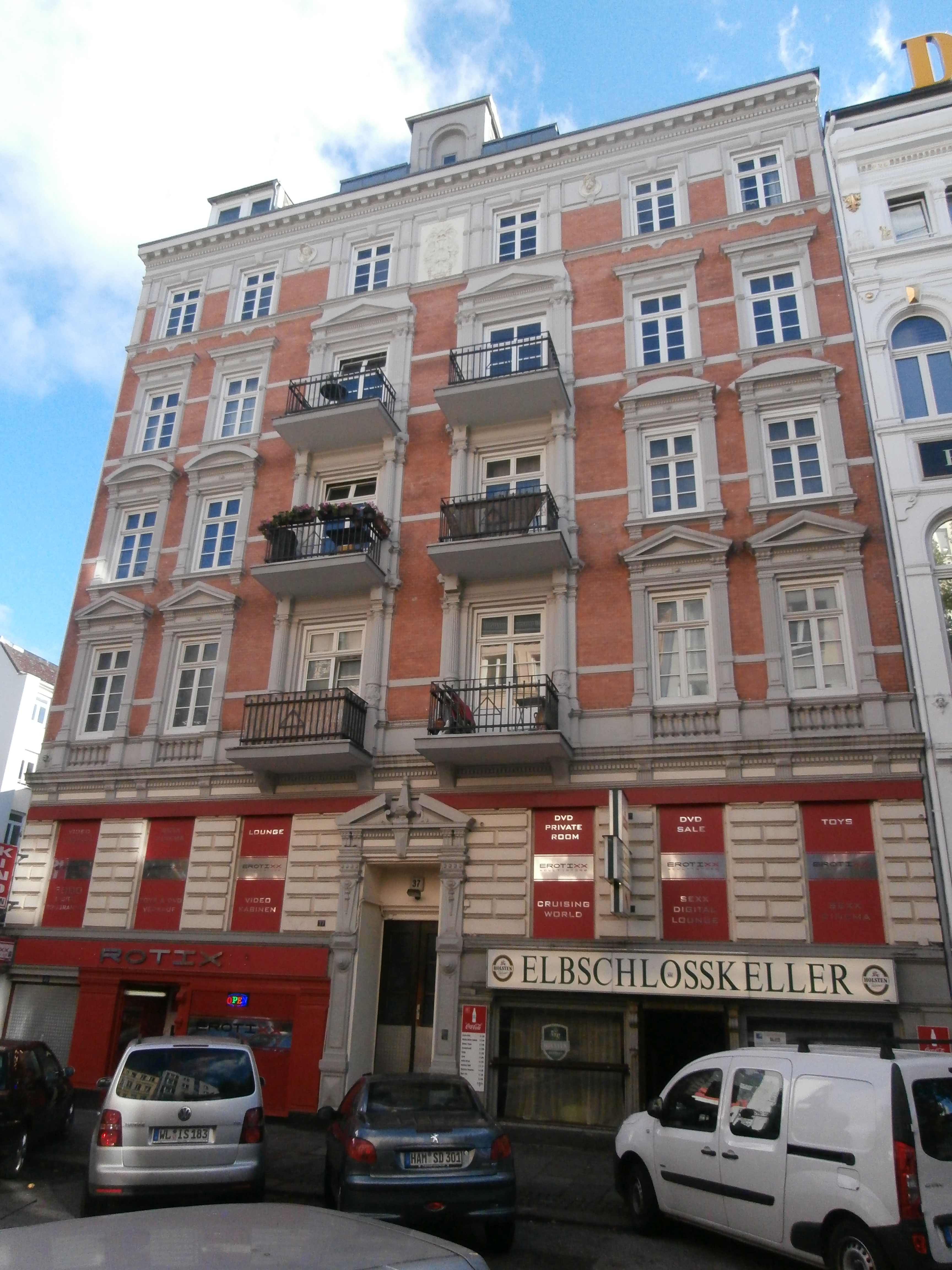
Hamburger Berg mit dem „Elbschlosskeller“

Alle Ermordeten waren fortgeschrittenen Alters und entstammten dem Trinkermilieu der Reeperbahn. Sie galten als bindungslose Stadtstreicherinnen, die sich bei Gelegenheit für Unterkunft und alkoholische Getränke oder auch geringe Geldbeträge prostituierten.
Das Verschwinden der Frauen blieb lange ohne Folgen, niemand erstattete Vermisstenanzeige bei der Polizei. Auch Beschwerden anderer Mieter des Hauses über den starken Leichengeruch blieben unbeachtet.
- Gertraud[1] Bräuer (42 Jahre), Friseurin und Gelegenheitsprostituierte, ermordet vermutlich im Dezember 1970. Bräuer wurde von Honkas Freundin Annie Wachtmeister[2] in dessen Wohnung mitgenommen, wo Honka Sex zu dritt forderte. Als sich Bräuer weigerte, wurde sie von Honka getötet.[3] Gutachter schätzen Honkas Blutalkoholspiegel zum Tatzeitpunkt später auf 4 Promille.[4] Bräuers Kopf, Brüste, Hände und ein Bein wurden am 2. November 1971 in der Umgebung von Honkas Wohnung auf einem Schrottplatz[5] gefunden. Nach dem Kopf rekonstruierte die Gerichtsmedizin die ursprünglichen Gesichtszüge für eine Identifizierung des Opfers. Bräuers Torso wurde erst Jahre später in Honkas Mansardenwohnung in der Zeißstraße entdeckt.[6]

- Anna Beuschel (54 Jahre), Hausfrau, getötet 1974. Honka lernte die Prostituierte in der Kneipe Zum Goldenen Handschuh kennen, nahm sie im Vollrausch ebenfalls mit in seine Wohnung und strangulierte sie, da sie nach seiner Aussage „wie ein Brett dagelegen“ hatte. Die Leiche wurde verstümmelt und ihre Überreste auf dem Dachboden versteckt.[3]

- Frieda „Rita“ Roblick (57 Jahre), Prostituierte, getötet im Dezember 1974, als Honka feststellte, dass sie ihm 200 DM gestohlen hatte, obwohl er sie für Geschlechtsverkehr bereits mit der gleichen Summe entlohnt hatte.[3]

- Ruth Schult (52 Jahre), Prostituierte, getötet 1975. Schult, die ebenfalls aus dem Umfeld des Goldenen Handschuhs stammte und bei Honka eingezogen war,[3] wurde durch den Schlag mit einer Kornflasche auf den Kopf betäubt und anschließend mit einem Damenstrumpf stranguliert.[7] Der Obduktionsbericht vermerkte: „Beine an den Oberschenkelknochen abgesägt. Beide Brüste abgetrennt. Ohrmuscheln glatt abgeschnitten. Nasen- und Zungenspitze abgetrennt.“[3] Honka sagte später über die Beseitigung der Leiche: „Die war einfach zu schwer. Als ich die Leiche wegschaffen wollte, bin ich im Treppenhaus gestolpert und heruntergepurzelt.“

Seine Opfer suchte sich Honka in der Straße „Hamburger Berg“ auf St. Pauli zu später Stunde in den Kneipen Zum Goldenen Handschuh, Elbschlosskeller und Hong-Kong, wo er unter dem Namen Fiete bekannt war. Das dortige Milieu galt als ein Sammelpunkt für „Treibgut der Gesellschaft“ wie Trinker, ältere Prostituierte und andere gescheiterte Existenzen. Der vereinsamte Nachtwächter Honka suchte dort nach eigenen Angaben „Menschen zum Reden“, nach gutachterlicher Einschätzung jedoch vor allem „Sex nach seinen von Machtphantasien beherrschten Vorstellungen“. Honka sagte später dazu: „Ich habe sie halt gebumst.“ Zu seinen Vorlieben sollen betrunkene, zahnlose Frauen gehört haben, die er teilweise mit Sekt vollgespritzt und denen gegenüber er sich als überlegener Oberwachmann aufgespielt habe. Auch soll er in Uniform die Rolle eines SS-Mannes gespielt haben. Honka war bereits in der Zeit seiner Ehe einmal polizeiauffällig geworden. Seine lesbische Frau habe Mädchen in seine Wohnung eingeladen, die von Honka misshandelt wurden. Die polizeilichen Ermittlungen wurden eingestellt.
In Honkas Wohnung wurden sehr große Mengen an alkoholischen Getränken, hauptsächlich Kornbrand, gefunden, die er selbst exzessiv konsumierte und auch dazu benutzte, um seine Opfer gefügig zu machen. Außerdem fand die Polizei Puppen und mehr als 300 Pornobilder und Fotos nackter Pinup-Girls, die an die Decke geklebt waren, allerdings keines mit sadistischen Motiven. Die Hauptverhandlung ergab, dass es in Honkas Wohnung regelrechte Alkoholexzesse mit den Opfern gegeben haben muss. Honka habe seinen Opfern vorgeworfen, seine Wohnung verschmutzt und ihn bestohlen zu haben. Auch zu Schlägereien sei es in Folge des immensen Alkoholrausches gekommen. Am nächsten Morgen sei Honka dann neben einer toten Frau aufgewacht, ohne sich an den genauen Tathergang erinnern zu können. Nach Honkas eigenen Angaben war er schwer alkoholisiert, als er die drei Frauenleichen mit der Fuchsschwanzsäge zerstückelte. Die große Menge an Duftsteinen in seiner Wohnung war für die Polizei ein Indiz für Honkas Täterschaft: Er habe damit den Verwesungsgeruch der in der Wohnung versteckten Leichen überdecken wollen.

#### Persönlichkeit und Motive
Honka war ein zierlicher, schmächtiger Mann und mit einer Körpergröße von 1,68 Meter klein von Gestalt. Er litt an einem Sprachfehler, für den er sich schämte. Außerdem schielte Honka sehr stark, was sein Selbstwertgefühl ebenfalls stark beeinträchtigte. Honka verbrachte seine Jugend in einem Heim für Kinder von KZ-Insassen und nach 1945 in einem Waisenheim. Infolge von Arbeitsunfällen und Prügeleien bekam er ein verunstaltetes Äußeres, das ihm die Kontaktaufnahme mit Frauen erschwerte. Eine der Frauen, zu denen er eine Beziehung pflegte, bezichtigte ihn fälschlicherweise der Vaterschaft. Seine beiden Ehen scheiterten an schwerem Alkoholkonsum der beiden Partner.
Honka, für den Ordnung und Sauberkeit hohe moralische Werte waren, trat gern in schwarzer Uniform auf und ließ sich als „General“ titulieren. Zeugenaussagen beschrieben Honka als vollkommen unauffällige Person:

„Der Honka, der guckte immer zu Boden, wenn er mich sah. Ich grüßte zuerst, hier grüßt man sich und mehr auch nicht. Der Honka aber bildete sich ein, was Besseres zu sein, in seiner Uniform sah er für mich zuerst wie ein Eisenbahner aus, und ich dachte wirklich, der ist bei der Bahn. Aber der war nur Nachtwächter.“

Über die Motive Honkas wird Folgendes ausgesagt:

„Unter der Wirkung von erheblichen Alkoholmengen, so befand der Sachverständige, habe Fritz Honka Aggressionen entwickelt und an ‚relativ hilflosen weiblichen Personen‘ ausgelassen. Mitgespielt habe Honkas Bedürfnis, die überlegene Rolle des Mannes herauszukehren. Am Ende habe er sich gar als ‚Herrn über Leben und Tod‘ gesehen.
[…] Das Bild, das die Psychologin von Fritz Honka gewonnen hat, ergibt folgendes: Der Angeklagte sucht im weiblichen Partner ursprünglich die saubere Hausfrau, die willige Bettgenossin und den guten Kumpel. Er hat ein starkes sexuelles Bedürfnis, aber gleichzeitig stoßen ihn Frauen ab, die ihm entgegenkommen. Es gibt da eine psychologische Sperre, die er nicht überwinden kann. Dass er sich älteren Frauen zuwendet, mag für sein Bedürfnis sprechen, sexuell bemuttert zu werden. Diese Frauen sind jedoch so heruntergekommen, daß Honka sich ihnen zu Recht oder zu Unrecht sozial überlegen fühlen kann. Er erwartet von ihnen, daß sie sich auf alle seine sexuellen Wünsche einlassen, und stößt auf Widerstand, weil gerade diese Frauen gewohnt sind, ihre Gunstbeweise zu rationieren.“

### Entdeckung
Honkas Morde wurden nur durch Zufall aufgedeckt. Am 17. Juli 1975 brach in dem Haus in der Zeißstraße 74 in Ottensen, in dem sich Honkas Mietwohnung befand, ein Feuer aus, als Honka abwesend war. Während der Löscharbeiten entdeckte ein Feuerwehrmann Leichenteile, woraufhin die Wohnung von der Polizei durchsucht wurde. Man fand die teils verwesenden Überreste der drei Frauen, die später identifiziert werden konnten. Honka wurde festgenommen und gestand am 29. Juli 1975, die Frauen getötet zu haben. Auch die Verbindung zu dem Mord an Bräuer wurde nun nachgewiesen. Verhört wurde Honka von Peter Seeler und Hauptkommissar Hans-Peter Untermann von der Mordkommission Hamburg.
Im Jahr 1976 begann unter großem Interesse der Medien der Strafprozess gegen Honka vor der Großen Strafkammer 21 (Schwurgericht) beim Landgericht Hamburg unter Leitung des Vorsitzenden Richters Reimer Hadenfeldt (1932–2010). Die Verteidigung übernahm der Rechtsanwalt Rolf Bossi.

#### Urteil
Honka wurde am 20. Dezember 1976 wegen Mordes in einem Fall und Totschlags in drei Fällen, begangen im Zustand verminderter Schuldfähigkeit, zu einer Gesamtfreiheitsstrafe von 15 Jahren verurteilt; außerdem wurde die Unterbringung in einem psychiatrischen Krankenhaus angeordnet. Zur Feststellung verminderter Schuldfähigkeit gelangte das Gericht, weil „eine schwere seelische Abartigkeit mit Krankheitswert“ zu erkennen gewesen sei. Nur die Tötung Bräuers wurde als Mord eingestuft, die übrigen drei Fälle hingegen nur als Totschlag. Dem Plädoyer der Staatsanwaltschaft auf lebenslange Haftstrafe wegen Mordes in vier Fällen wurde nicht entsprochen. Die Anklage hatte Zweifel am Tatverlauf des Vergewaltigungsmordes und legte die Vorgehensweise Honkas, zur Vertuschung Fichtennadel-Duftsteine über die Leichen zu legen und am gleichen Abend neue potentielle Opfer seines Tötungstriebes einzuladen, als typische vorausschauende Handlung eines Mörders aus. Die Verteidiger Bossi und Gunter Widmaier sahen Honka hingegen durch die Opfer, die ihn „Penner“, „Dreckschwein“ oder „Sau“ genannt hätten, durch „schwere Kränkung provoziert“. Der Angeklagte selbst hatte ausgesagt, „sie hätten ihn beleidigt. Da habe er sie totgemacht.“ Bei einer seiner Vernehmungen hatte Honka behauptet, Jack the Ripper habe ihm die Morde befohlen. Bossi verwies auf die problematische Jugend seines Mandanten und sah seinen persönlichen Werdegang als eine Spirale hinab auf die Stufe seiner sozial entwurzelten Opfer. Er stellte Honkas negative Persönlichkeitsentwicklung heraus und sah die Mordfälle als so etwas wie „Milieutaten“ an, die in dieser Form im Strafgesetzbuch nicht berücksichtigt würden. Im Prozess fielen die Begriffe „schwere andere seelische Abartigkeit“ (§ 20 StGB), „tiefgreifende Bewußtseinsstörung“ und „Schwachsinn“, die zur Beurteilung der Persönlichkeit des Angeklagten herangezogen wurden.
Das psychiatrische Gutachten wurde von Elisabeth Müller-Luckmann erstellt. Die Verteidigung beschrieb Honka „als biographischen Krüppel, der an Alkohol, in Lebensumstände geriet und Situationen – in denen er allein aus der Situation heraus getötet hat“. Bossi versuchte, die Taten seines Mandanten auch durch seine deviante Sexualität zu erklären, die in Nekrophilie und „völliger abartiger Triebhaftigkeit“ ihren Ausdruck fänden. Die Tatsache, dass er auf längere Zeit Leichenteile der ermordeten Frauen in seiner Wohnung und auf dem Dachboden aufbewahrt habe, seien ein Indiz dafür, dass der Angeklagte „eine unbezwingbare Sucht verspürt haben musste, die toten Frauen zusätzlich noch zu verstümmeln“. Im November 1976 widerrief Honka sein Schuldeingeständnis vor dem Schwurgericht und behauptete, sich an nichts mehr erinnern zu können.

„Zum andern findet eine Lebens- und Persönlichkeitsverwahrlosung nach Jahren kontinuierlichen Abstiegs ihren Tiefstpunkt darin, daß Honka schließlich im niedersten Milieu St. Paulis anzutreffen ist […].“

### Letzte Jahre
1993 wurde Honka aus der Psychiatrie entlassen. Die Hamburger Strafverteidigerin Alma Diepoldt erwirkte für ihn eine Namensänderung. Als Peter Jensen (der Familienname war der eines seiner nahen Verwandten) verbrachte er seine letzten Lebensjahre in einem Altenheim in Scharbeutz, wo niemand seine wahre Identität kannte. Am 19. Oktober 1998 starb der 63-jährige Honka im Krankenhaus Ochsenzoll in Langenhorn, vermutlich an den Folgen seines exzessiven Alkohol- und Nikotinmissbrauchs.

### Öffentliches Interesse

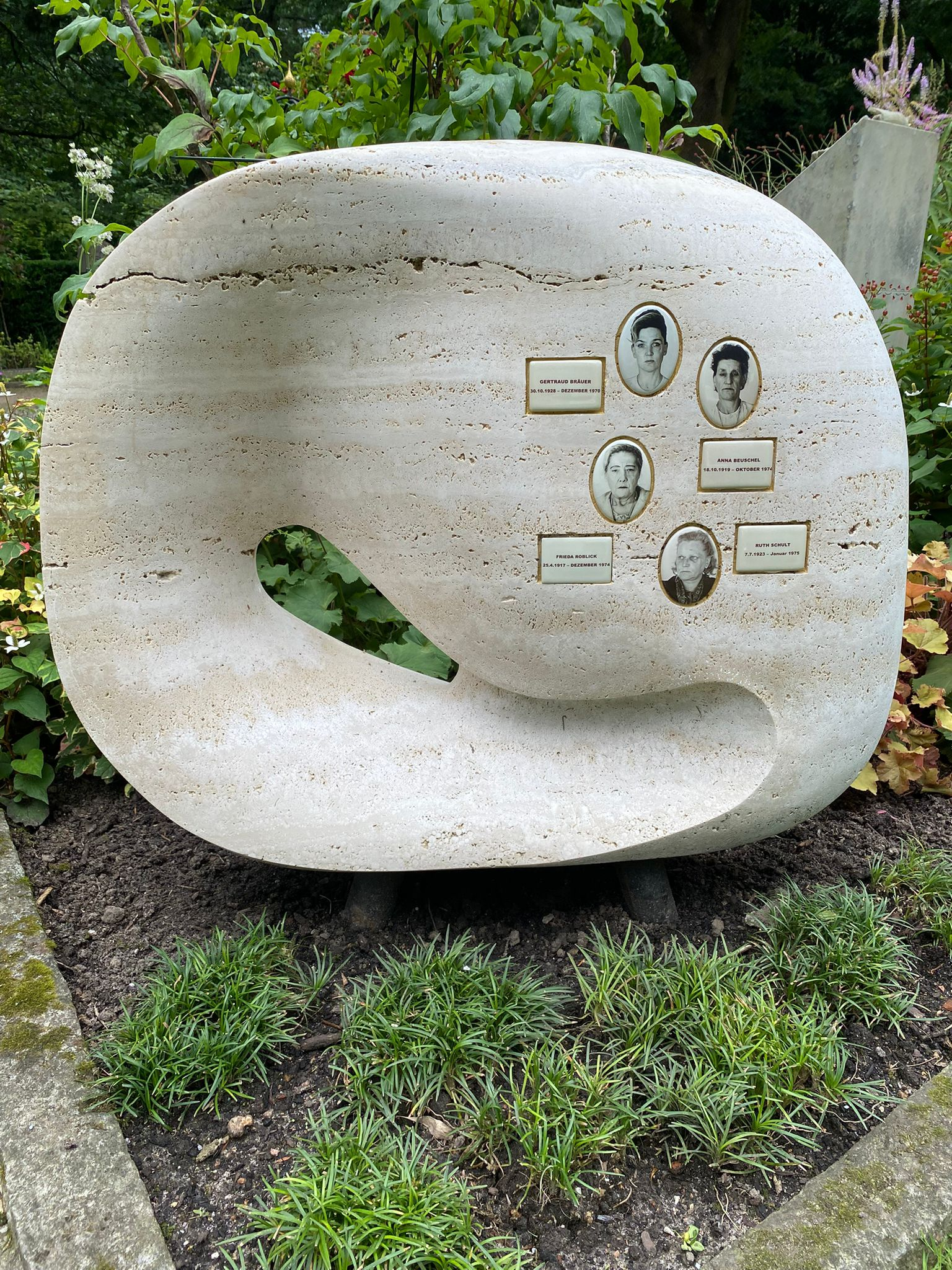
Gedenkstein im Garten der Frauen

Die Taten Honkas erregten seinerzeit ein großes Medieninteresse. Die Bild läutete den Mordfall mit Schlagzeilen wie Vier Frauen – von Nachtwächter geköpft und zerhackt, Hat er sie erschlagen, mit seinen riesigen Schaufel-Händen erwürgt oder bei lebendigem Leibe zersägt? und Anrüchige Einzelheiten aus der düsteren Welt des Massenmörders ein. Dem folgten auch die Hamburger Morgenpost und das Hamburger Abendblatt. Die Zeitungen bezeichneten Honka als „Blaubart von Altona“ (Abendblatt) oder als den „Mörder mit dem Menjoubärtchen“ (Bild). In der Bild wurden dessen Hände als „ekelhafte Hände“ mit „riesigen Fingernägeln, die zu breiten, langen Krallen nach vorn gewachsen sind“ beschrieben, mit denen er „blindlings zugeschlagen“ oder „brutal unter ihren dünnen Rock“ gefahren oder „an den Leichen rumgeschnippelt“ habe. Auch das angebliche Auftreten Honkas in den Kneipen und Kaschemmen des Hamburger Bergs mit Reithose, Stiefeln und gekniffter Mütze, „Er wollte wie ein SS-Mann aussehen“, war Teil der Artikel. Honka wurde unter anderem als Täter mit „Händen wie Schaufeln“ beschrieben. Die Kneipe Zum Goldenen Handschuh, in der sich Honka häufig aufgehalten und nach weiblichen Opfern Ausschau gehalten hatte, wurde seinerzeit im Volksmund in „Honka-Stube“ umbenannt.
Auf dem Friedhof Ohlsdorf im Garten der Frauen steht seit Mai 2025 ein Gedenkstein, der an die vier von Honka ermordeten Frauen erinnern soll. Die Historikerin Frauke Steinhäuser hat dazu die Broschüre „Getötet, weil sie Frauen waren“ verfasst.

## Rezeption
Unter dem Pseudonym „Harry Horror“ veröffentlichte Carlo Blumenberg 1975 das Lied Gern hab ich die Frauen gesägt über den Serienmörder Honka. Der Song entwickelte sich zu einem beachtlichen Clubhit. Die Verleihfirma RCA vermarktete den Titel trotz anfänglicher Bedenken. 2017 wurde das Lied von den Kneipenterroristen auf ihrem Album Schneller, lauter, härter gecovert.
Schulzke’s Skandal Trupp spielte 1976 im Lied Nimm die Leichen aus dem Kühlschrank auf einen Frauenmörder namens Fritz an.
Anfang der 1980er Jahre gab es die Band Die Honkas, mit Max Müller als Sänger, die sich nach dem Serienmörder benannt hatte. Er wird im Lied Für Fritz (1982) besungen, in dem es heißt: „Das ist das Lied für Fritz, das ist das Lied für Honka“.
In der Dokumentarfilm-Reihe Die großen Kriminalfälle der ARD ist der Fall Fritz Honka das Thema der Episode Der Frauenmörder von St. Pauli (Staffel 2, Folge 7) aus dem Jahre 2001.
2014 entstand am Hamburger Lichthof Theater die „mordlüsterne Heimatoperette“ Honka – Frauenmörder von Altona, die 2016 unter dem Namen Taschenhonka als „schmale Pop-up-Version der Theaterproduktion“ erneut aufgeführt wurde.
2014 veröffentlichte der deutsche Musiker Andreas Dorau auf seinem Album Aus der Bibliothèque den Titel Tannenduft, der von Honka handelt. 
2016 veröffentlichte der Musiker Swiss das Lied Kopf der Gertraud Bräuer, das sich auf dem Album Missglückte Welt befindet.
Ebenso setzte sich im Jahre 2016 der Schriftsteller Heinz Strunk mit der Person des Fritz Honka und seiner trostlosen Lebenswelt auseinander. Im Staatsarchiv Hamburg wurde Strunk Einblick in die Akten zum Fall Honka gewährt. Sein Roman Der goldene Handschuh wurde für den Preis der Leipziger Buchmesse 2016 nominiert. Im Februar 2019 erschien eine Verfilmung des Romans. Regie führte Fatih Akin, die Hauptrolle des Fritz Honka spielte Jonas Dassler.
Im 2018 veröffentlichten Buch Der Tod gibt keine Ruhe widmen der Rechtsmediziner Klaus Püschel und die Journalistin Bettina Mittelacher das Kapitel „Im Abseits“ dem Serienmörder Honka und betrachten den Fall aus rechtsmedizinischer Sicht.
Am 30. Juli 2020 veröffentlichte die deutsche NDH-Band „OST+FRONT“ den Song Honka Honka.
Am 11. November 2022 veröffentlichte die Deutschrap-Band ODMGDIA die Single Honka.